# Rudolph Maté
Rudolph Maté (właśc. Rudolf Mayer; ur. 21 stycznia 1898 w Krakowie, zm. 27 października 1964 w Beverly Hills) – polsko-węgierski reżyser i operator filmowy.

## Życiorys
Urodził się w Krakowie w Wielkim Księstwie Krakowskim w rodzinie żydowskiej. Działalność filmową rozpoczął po ukończeniu Uniwersytetu Budapesztańskiego. Najpierw pracował jako asystent kamerzysty, później został autorem zdjęć do kilku filmów (między innymi do Męczeństwa Joanny d'Arc i Wampira). Pracował jako operator w wielu hollywoodzkich filmach z lat 30. XX wieku. W 1940 (Zagraniczny korespondent), 1941 (Lady Hamilton), 1942 (Duma Jankesów), 1943 (Sahara) i 1944 (Modelka) był nominowany do Oscara za najlepsze zdjęcia. W 1947 zaczął reżyserować filmy. Wyreżyserował m.in. 300 spartan czy Zmarły w chwili przybycia. W 1964 roku doznał zawału serca, przez który zmarł.